# قیس ناشف
قیس ناشف (عربی: قيس ناشف؛ زادهٔ ۱۹۷۸ (۴۶–۴۷ سال)) هنرپیشه عرب اسرائیلی با تبار فلسطینی و آلمانی است.
از فیلم‌ها یا برنامه‌های تلویزیونی که وی در آن نقش داشته‌است می‌توان به داستان تولد، اینک بهشت، یک مشت دروغ و امیره اشاره کرد.